# Maxomys ochraceiventer
Maxomys ochraceiventer is een knaagdier uit het geslacht Maxomys dat voorkomt in de heuvels van Noord- en Oost-Borneo. Deze soort werd vroeger als een ondersoort van M. alticola gezien, maar komt daarmee samen voor op Gunung Kinabalu op 1067 m hoogte. Er is een synoniem, perasper Shamel, 1940. De kop-romplengte bedraagt 140 tot 171 mm, de staartlengte 130 tot 175 mm, de achtervoetlengte 30 tot 35 mm en de oorlengte 15 tot 19 mm.